# Превиле (Котор Варош)
Превиле је био центар једне од бивших општина у некадашњем Срезу Котор Варош,
Округ Бања Лука. Нису регистроване као насељено мјесто, него су биле погодно средиште административне јединице која је обухватала села Бољанићи, Хадровци, Јакотина, Јаворани, Равне, Соколине, Вагани, Варјаче, Вишевице, Вранић и припадајуће засеоке.
Уз пратећу административну инфраструктуру, Превиле су имале и Основну школу.
Након укидана општине, један дио села припојен је Општини Скендер Вакуф, a други Општини Котор Варош.

### Становништво по општинама среза Котор Варош, 1953.
| Пописно подручје | Укупно | Срби  | Хрвати | Словенци | Македонци | Црногорци | Југославени неопредијељени | Чеси | Пољаци | Русини – Украјинци | Остали Славени | Остали неславени |
| СРЕЗ КОТОР ВАРОШ | 37898  | 25008 | 6485   | 4        | 4         | 10        | 6375                       | 2    | –      | 2                  | –              | 8                |
| Котор Варош      | 4715   | 805   | 2640   | 2        | 3         | 6         | 1253                       | 1    | –      | 1                  | –              | 4                |
| Масловаре        | 4574   | 3966  | 8      | –        | –         | –         | 600                        | –    | –      | –                  | –              | –                |
| Превиле          | 4576   | 3537  | 696    | –        | –         | –         | 342                        | –    | –      | –                  | –              | 1                |
| Скендер Вакуф    | 7100   | 6566  | 16     | –        | –         | –         | 518                        | –    | –      | –                  | –              | –                |
| Шипраге          | 7746   | 6036  | 24     | 1        | 1         | –         | 1682                       | –    | –      | –                  | –              | 2                |
| Врбањци          | 4919   | 1678  | 1728   | 1        | –         | 4         | 1505                       | 1    | –      | 1                  | –              | 1                |
| Забрђе           | 4268   | 2420  | 1373   | –        | –         | –         | 475                        | –    | –      | –                  | –              | –                |